# کوآی نای آلت ویلج (واشینگتن)
کوآی نای آلت ویلج (به انگلیسی: Qui-nai-elt Village) یک منطقهٔ مسکونی در ایالات متحده آمریکا است که در شهرستان گریز هاربر، واشینگتن واقع شده‌است. کوآی نای آلت ویلج ۱٫۹۰ کیلومتر مربع مساحت و ۵۴ نفر جمعیت دارد و ۸۰ متر بالاتر از سطح دریا واقع شده‌است.